# 花野じゅりあ
花野 じゅりあ（はなの じゅりあ、2月21日 - ）は、元宝塚歌劇団花組の娘役。元花組副組長。
東京都中野区、順心女子学園中学校出身。身長164cm。愛称は「じゅりあ」。

## 来歴
1998年、宝塚音楽学校入学。
2000年、宝塚歌劇団に86期生として入団。入団時の成績は26番。花組公演「源氏物語 あさきゆめみし／ザ・ビューティーズ!」で初舞台。組まわりを経て花組に配属。
2015年12月28日付で花組副組長に就任。
2019年4月28日、仙名彩世退団公演となる「CASANOVA」東京公演千秋楽をもって、宝塚歌劇団を退団。
退団後は美容スクールでメイクを学び、現在はフリーのヘアメイクアップアーティストとして活動している。

## 宝塚歌劇団時代の主な舞台

### 初舞台
- 2000年4 - 5月、花組『源氏物語 あさきゆめみし』『ザ・ビューティーズ!』（宝塚大劇場のみ）

### 組まわり
- 2000年5 - 6月、星組『黄金のファラオ』『美麗猫（ミラキャット）』（宝塚大劇場のみ）

### 花組時代
- 2002年3月、『琥珀色の雨にぬれて』新人公演：マオ（本役：桜一花）『Cocktail -カクテル-』
- 2002年10月、『エリザベート-愛と死の輪舞（ロンド）-』新人公演：マデレーネ（本役：舞城のどか）[3]
- 2003年5月、『野風の笛』新人公演：主水正（子供時代）（本役：初姫さあや）『レヴュー誕生 -夢を創る仲間たち-』
- 2003年10月、『琥珀色の雨にぬれて』マルグリッド『Cocktail-カクテル-』（全国ツアー）
- 2004年1月、『天使の季節』大使の妻、新人公演：カプチーノ『アプローズ・タカラヅカ!』
- 2004年8月、『La Esperanza-いつか叶う-』新人公演：ミリアン（本役：鈴懸三由岐）『TAKARAZUKA舞夢!』
- 2004年12月、『天の鼓-夢幻とこそなりにけれ-』（ドラマシティ・東京特別）伊吹（子供時代）
- 2005年3月、『マラケシュ・紅の墓標』サラ、新人公演：エリザベス（本役：水月舞）『エンター・ザ・レビュー』
- 2005年8月、『マラケシュ・紅の墓標』サラ『エンター・ザ・レビュー』（博多座）
- 2005年11月、『落陽のパレルモ』新人公演：アナベラ・フォンディ（本役：七星きら）『ASIAN WINDS!』
- 2006年4月、『Young Bloods!! －青春花模様－』（バウホール）ジュリ
- 2006年6月、『ファントム』フルール、新人公演：ガブリエル（本役：梨花ますみ）
- 2006年11月、『うたかたの恋』ツェヴェッカ伯爵夫人『エンター・ザ・レビュー』（全国ツアー）
- 2007年2月、『明智小五郎の事件簿-黒蜥蜴』少年探偵団浮浪児（原）『タキシード・ジャズ』
- 2007年7月、『源氏物語 あさきゆめみしII』（梅田芸術劇場）空蝉／明石の姫
- 2007年9月、『アデュー・マルセイユ -マルセイユへ愛をこめて-』ソフィー『ラブ・シンフォニー』
- 2008年2月、『蒼いくちづけ-ドラキュラ伯爵の恋-』（バウホール）カーミラ／ジジ
- 2008年5月、『愛と死のアラビア』『Red Hot Sea』
- 2008年9月、『外伝 ベルサイユのばら-アラン編-』シモーヌ『エンター・ザ・レビュー』（全国ツアー）
- 2009年1月、『太王四神記-チュシンの星のもとに-』セーム
- 2009年5月、『オグリ!』（バウホール・日本青年館）主人の妻
- 2009年9月、『外伝ベルサイユのばら-アンドレ編-』ランベスク夫人『EXCITER!!』
- 2010年1月、『BUND／NEON 上海』（バウホール）芳玉蘭
- 2010年3月、『虞美人-新たなる伝説-』呂[3]
- 2010年7月、『麗しのサブリナ』グレチェン『EXCITER!!』
- 2010年11月、『メランコリック・ジゴロ-あぶない相続人-』レジーナ『ラブ・シンフォニー』（全国ツアー）
- 2011年2月、『愛のプレリュード』ステリー・パーカー『Le Paradis!!（ル パラディ）-聖なる時間（とき）-』
- 2011年6月、『ファントム』マダム・ドリーヌ
- 2011年10月、『小さな花がひらいた』おゆう『ル・ポァゾン 愛の媚薬II』（全国ツアー）
- 2012年1月、『復活-恋が終わり、愛が残った-』マリア・パーブロア『カノン-Our Melody-』
- 2012年4月、『長い春の果てに』イボンヌ『カノン』（全国ツアー）
- 2012年7月、『サン＝テグジュペリ』シモーヌ『CONGA!!』
- 2012年11 - 12月、蘭寿とむコンサート『Streak of Light-一筋の光…-』（日本青年館・ドラマシティ）
- 2013年2 - 3月、『オーシャンズ11』（宝塚大劇場のみ） - ポーラ
- 2013年8 - 10月、『愛と革命の詩（うた）-アンドレア・シェニエ-』 - コワニー伯爵夫人[注釈 1]
- 2014年8 - 11月、『エリザベート-愛と死の輪舞（ロンド）-』 - ルドヴィカ公爵夫人
- 2015年1月、『風の次郎吉-大江戸夜飛翔-』（ドラマシティ・日本青年館） - 花咲（かよ）[3]
- 2015年3 - 6月、『カリスタの海に抱かれて』 - ベラ『宝塚幻想曲（タカラヅカ ファンタジア）』
- 2015年7 - 8月、『スターダム』（バウホール） - ジェニファー・ロドリゲス
- 2015年10 - 12月、『新源氏物語』 - 葵の上『Melodia-熱く美しき旋律-』
- 2016年2 - 3月、『Ernest in Love』（梅田芸術劇場・中日劇場） - プリズム／アリス
- 2016年4 - 7月、『ME AND MY GIRL』 - バターズビー夫人
- 2016年9月、『仮面のロマネスク』 - ブランシャール夫人『Melodia-熱く美しき旋律-』（全国ツアー）
- 2016年11 - 2017年2月、『雪華抄（せっかしょう）』『金色（こんじき）の砂漠』 - 賊の女ラクメ
- 2017年6 - 8月、『邪馬台国の風』 - アケヒ『Santé!!〜最高級ワインをあなたに〜』[3]
- 2017年10月、『ハンナのお花屋さん-Hanna's Florist-』（TBS赤坂ACTシアター） - エマ・アザール
- 2018年1 - 3月、『ポーの一族』 - レイチェル
- 2018年5月、『あかねさす紫の花』 - 斉明天皇『Sante!!〜最高級ワインをあなたに〜』（博多座）[3]
- 2018年7 - 10月、『MESSIAH（メサイア）-異聞・天草四郎-』 - つる『BEAUTIFUL GARDEN-百花繚乱-』
- 2018年11 - 12月、『蘭陵王（らんりょうおう）-美しすぎる武将-』（ドラマシティ・KAAT神奈川芸術劇場） - 広寧王の妻[3]
- 2019年2 - 4月、『CASANOVA』 - ゾルチ夫人 退団公演[3]

### 出演イベント
- 2002年4月、汐風幸ディナーショー『One-derful』
- 2002年11月、『アキコ・カンダレッスン発表会』
- 2003年7月、『宝塚巴里祭2003』
- 2005年9月、春野寿美礼イン・コンサート『I GOT MUSIC』
- 2005年10月、第四十六回『宝塚舞踊会』
- 2006年10月、第四十七回『宝塚舞踊会』
- 2007年5 - 6月、春野寿美礼ディナーショー『etude』[3]
- 2007年9月、TCAスペシャル2007『アロー!レビュー!-「モン・パリ」80周年記念-』
- 2009年7月、『宝塚巴里祭2009』
- 2016年4月、『ME AND MY GIRL』前夜祭
- 2017年4月、星条海斗ディナーショー『MASQUERADE』